# Финляндия на зимних Олимпийских играх 2014
Финляндия принимала участие в зимних Олимпийских играх 2014 года, которые проходили в Сочи (Россия) с 7 по 23 февраля, где её представляли 103 спортсмена в девяти видах спорта. На церемонии открытия Олимпийских игр флаг Финляндии несла сноубордистка Энни Рукаярви, а на церемонии закрытия — лыжник, олимпийский чемпион игр в Сочи, Ийво Нисканен.
Зимние Олимпийские игры 2014 для Финляндии стали успешнее двух предыдущих зимних игр — было завоёвано 5 олимпийских медалей: 1 золотая, 3 серебряные и 1 бронзовая. В неофициальном медальном зачёте Финляндия заняла 18-е место. Единственное «золото» Финляндия завоевала в лыжных гонках. Ийво Нисканен и Сами Яухоярви выиграли мужской командный спринт. Также в соревнованиях лыжников было добыто ещё две серебряные медали: 15 февраля Анне Кюллёнен, Айно-Кайса Сааринен, Кертту Нисканен и Криста Ляхтеэнмяки стали вторыми в женской эстафете 4×5 км, а 19 февраля Кертту Нисканен и Айно-Кайса Сааринен стали вторыми в женском командном спринте. Также серебряную медаль выиграла Энни Рукаярви, занявшая второе место в слоупстайле. Сборной Финляндии по хоккею уже третью Олимпиаду подряд завоёвывает медали. На сей раз финны завоевали бронзовую медаль, победив в матче за третье место сборную США — 5:0. Самым ценным игроком хоккейного турнира на Олимпийских играх в Сочи был признан 43-летний капитан сборной Финляндии Теему Селянне.

## Медали
| Золото  | |                                          |            |
| №       | Спортсмены | Вид спорта (дисциплина)                  | Дата       |
| 1       | Ийво Нисканен Сами Яухоярви | Лыжные гонки (мужчины, командный спринт) | 19 февраля |
| Серебро | |                                          |            |
| №       | Спортсмены | Вид спорта (дисциплина)                  | Дата       |
| 1       | Энни Рукаярви | Сноуборд (женщины, слоупстайл)           | 9 февраля  |
| 2       | Анне Кюллёнен Айно-Кайса Сааринен Кертту Нисканен Криста Ляхтеэнмяки | Лыжные гонки (женщины, эстафета 4×5 км)  | 15 февраля |
| 3       | Кертту Нисканен Айно-Кайса Сааринен | Лыжные гонки (женщины, командный спринт) | 19 февраля |
| Бронза  | |                                          |            |
| №       | Спортсмены | Вид спорта (дисциплина)                  | Дата       |
| 1       | Мужская сборная по хоккею Олли Мяяття Осси Ваананен Лассе Кукконен Сами Сало Теему Селянне Олли Йокинен Туомо Рууту Александр Барков Сами Леписто Йори Лехтеря Сакари Салминен Яркко Иммонен Петри Контиола Лаури Корпикоски Антти Ниеми Кари Лехтонен Юсси Йокинен Юусо Хиетанен Туукка Раск Антти Пильстрём Киммо Тимонен Сами Ватанен Юхаматти Аалтонен Микаэль Гранлунд Леонид Комаров | Хоккей (мужчины)                         | 22 февраля |

| Медали по видам спорта | Медали по видам спорта | Медали по видам спорта | Медали по видам спорта | Медали по видам спорта |
| ---------------------- | ---------------------- | ---------------------- | ---------------------- | ---------------------- |
| Вид спорта             | 1                      | 2                      | 3                      | Итого                  |
| Лыжные гонки           | 1                      | 2                      | 0                      | 3                      |
| Сноуборд               | 0                      | 1                      | 0                      | 1                      |
| Хоккей                 | 0                      | 0                      | 1                      | 1                      |
| Всего                  | 1                      | 3                      | 1                      | 5                      |

| Медали по полу | Медали по полу | Медали по полу | Медали по полу | Медали по полу |
| -------------- | -------------- | -------------- | -------------- | -------------- |
| Пол            | 1              | 2              | 3              | Итого          |
| Мужчины        | 1              | 0              | 1              | 2              |
| Женщины        | 0              | 3              | 0              | 3              |
| Всего          | 1              | 3              | 1              | 5              |

## Состав и результаты

### Биатлон
Мужчины
| Соревнование         | Спортсмены      | Стрельба | Время   | Отставание | Место   |
| -------------------- | --------------- | -------- | ------- | ---------- | ------- |
| Спринт               | Ахти Тойванен   | 1+1      | 26:58,6 | +2:25,1    | 62      |
| Спринт               | Яркко Кауппинен | 2+1      | 27:57,8 | +3:24,3    | 78      |
| Индивидуальная гонка | Ахти Тойванен   | 1+0+1+1  | 55:55,4 | +6:23,7    | 55 (56) |
| Индивидуальная гонка | Яркко Кауппинен | 3+2      | DNF     | DNF        | DNF     |

 Изменение итогового места из-за дисквалификации соперников за допинг (в скобках указано первоначально занятое место в соревновании)
Женщины
| Соревнование         | Спортсмены       | Стрельба | Время   | Отставание | Место |
| -------------------- | ---------------- | -------- | ------- | ---------- | ----- |
| Спринт               | Кайса Мякяряйнен | 0+2      | 22:18,4 | +1:11,6    | 30    |
| Спринт               | Мари Лаукканен   | 0+2      | 22:37,3 | +1:30,5    | 36    |
| Гонка преследования  | Кайса Мякяряйнен | 0+0+2+1  | 31:02,3 | +1:31,6    | 16    |
| Гонка преследования  | Мари Лаукканен   | DNS      | DNS     | DNS        | DNS   |
| Индивидуальная гонка | Кайса Мякяряйнен | 0+1+0+2  | 46:02,5 | +2:42,9    | 9     |
| Индивидуальная гонка | Мари Лаукканен   | DNS      | DNS     | DNS        | DNS   |
| Масс-старт           | Кайса Мякяряйнен | 0+0+1+1  | 36:27,1 | +1:01,5    | 6 (7) |

 Изменение итогового места из-за дисквалификации соперников за допинг (в скобках указано первоначально занятое место в соревновании)

### Горнолыжный спорт
Мужчины
| Соревнование      | Спортсмены        | Скоростной спуск/ 1 спуск | Скоростной спуск/ 1 спуск | Слалом/ 2 спуск | Слалом/ 2 спуск | Всего   | Отставание | Место |
| Соревнование      | Спортсмены        | Время                     | Место                     | Время           | Место           | Всего   | Отставание | Место |
| ----------------- | ----------------- | ------------------------- | ------------------------- | --------------- | --------------- | ------- | ---------- | ----- |
| Гигантский слалом | Саму Торсти       | 1:23,59                   | 25                        | 1:24,38         | 17              | 2:47,97 | +2,68      | 21    |
| Гигантский слалом | Маркус Санделл    | DNF                       | DNF                       | DNF             | DNF             | DNF     | DNF        | DNF   |
| Слалом            | Сантери Палониеми | 49,57                     | 31                        | DNF             | DNF             | DNF     | DNF        | DNF   |

Женщины
| Соревнование      | Спортсмены      | Скоростной спуск/ 1 спуск | Скоростной спуск/ 1 спуск | Слалом/ 2 спуск | Слалом/ 2 спуск | Всего   | Отставание | Место |
| Соревнование      | Спортсмены      | Время                     | Место                     | Время           | Место           | Всего   | Отставание | Место |
| ----------------- | --------------- | ------------------------- | ------------------------- | --------------- | --------------- | ------- | ---------- | ----- |
| Гигантский слалом | Таня Поутиайнен | 1:20,12                   | 12                        | 1:19,76         | 21              | 2:39,88 | +3,01      | 14    |
| Слалом            | Таня Поутиайнен | 54,94                     | 13                        | 53,07           | 16              | 1:48,01 | +3,47      | 12    |

### Конькобежный спорт
Мужчины
Индивидуальные гонки
| Соревнование | Спортсмены    | 1 забег       | 1 забег       | 2 забег       | 2 забег       | Результат | Отставание | Место |
| Соревнование | Спортсмены    | Результат     | Место         | Результат     | Место         | Результат | Отставание | Место |
| ------------ | ------------- | ------------- | ------------- | ------------- | ------------- | --------- | ---------- | ----- |
| 500 метров   | Пекка Коскела | 35,193        | 15            | 35,41         | 20            | 70,61     | +1,30      | 17    |
| 500 метров   | Мика Поутала  | 35,580        | 30            | 35,56         | 27            | 71,14     | +1,83      | 29    |
| 1000 метров  | Томми Пулли   | Не проводится | Не проводится | Не проводится | Не проводится | 1:12,16   | +3,77      | 37    |

### Лыжное двоеборье
| Соревнование        | Спортсмены                                                  | Прыжки с трамплина | Прыжки с трамплина | Лыжная гонка | Лыжная гонка | Лыжная гонка | Итоговое время | Отставание | Место |
| Соревнование        | Спортсмены                                                  | Результат          | Место              | Гандикап     | Результат    | Место        | Итоговое время | Отставание | Место |
| ------------------- | ----------------------------------------------------------- | ------------------ | ------------------ | ------------ | ------------ | ------------ | -------------- | ---------- | ----- |
| Нормальный трамплин | Илкка Херола                                                | 111,9              | 29                 | +1:18        | 23:41,9      | 9            | 24:59,9        | +1:09,7    | 16    |
| Нормальный трамплин | Янне Рююнянен                                               | 108,2              | 31                 | +1:33        | 25:01,0      | 33           | 26:34,0        | +2:43,8    | 36    |
| Нормальный трамплин | Ээту Вяхясёуринки                                           | 112,4              | 26                 | +1:16        | 25:32,7      | 38           | 26:48,7        | +2:58,5    | 38    |
| Нормальный трамплин | Микке Лейнонен                                              | 106,7              | 37                 | +1:39        | 25:30,3      | 37           | 27:09,3        | +3:19,1    | 40    |
| Большой трамплин    | Илкка Херола                                                | 106,8              | 16                 | +1:29        | 22:42,2      | 9            | 24:11,2        | +43,7      | 14    |
| Большой трамплин    | Ээту Вяхясёуринки                                           | 99,3               | 27                 | +1:59        | 24:25,2      | 39           | 26:24,2        | +2:56,7    | 38    |
| Большой трамплин    | Янне Рююнянен                                               | 91,7               | 40                 | +2:29        | 24:16,9      | 37           | 26:45,9        | +3:18,4    | 40    |
| Большой трамплин    | Микке Лейнонен                                              | 89,9               | 42                 | +2:36        | 24:43,4      | 41           | 27:19,4        | +3:51,9    | 42    |
| Эстафета            | Илкка Херола Микке Лейнонен Ээту Вяхясёуринки Янне Рююнянен | DNS                | DNS                | DNS          | DNS          | DNS          | DNS            | DNS        | DNS   |

### Лыжные гонки
Мужчины
Дистанционные гонки
| Соревнование              | Спортсмены                                                | Результат                                 | Отставание | Место |
| ------------------------- | --------------------------------------------------------- | ----------------------------------------- | ---------- | ----- |
| 15 км классическим стилем | Ийво Нисканен                                             | 39:08,7                                   | +39,0      | 4     |
| 15 км классическим стилем | Сами Яухоярви                                             | 40:14,4                                   | +1:44,7    | 17    |
| 15 км классическим стилем | Матти Хейккинен                                           | 40:17,8                                   | +1:48,1    | 20    |
| 15 км классическим стилем | Вилле Ноусиайнен                                          | 40:52,6                                   | +2:22,9    | 28    |
| Скиатлон 15+15 км         | Ийво Нисканен                                             | 1:10:22,0                                 | +2:06,6    | 26    |
| Скиатлон 15+15 км         | Сами Яухоярви                                             | 1:11:12,0                                 | +2:56,6    | 33    |
| Скиатлон 15+15 км         | Лари Лехтонен                                             | 1:11:34,1                                 | +3:18,7    | 38    |
| Скиатлон 15+15 км         | Матти Хейккинен                                           | 1:11:52,6                                 | +3:37,2    | 40    |
| Масс-старт 50 км          | Ийво Нисканен                                             | 1:47:27,5                                 | +32,3      | 10    |
| Масс-старт 50 км          | Матти Хейккинен                                           | 1:47:35,0                                 | +39,8      | 15    |
| Масс-старт 50 км          | Лари Лехтонен                                             | 1:47:48,7                                 | +39,8      | 23    |
| Масс-старт 50 км          | Мартти Юльхя                                              | DNF                                       | DNF        | DNF   |
| Эстафета 4×10 км          | Сами Яухоярви Ийво Нисканен Лари Лехтонен Матти Хейккинен | 1:30:28,4 23:16,8 22:59,3 22:09,7 22:02,6 | +1:46,4    | 6     |

Спринт
| Соревнование     | Спортсмены                  | Квалификация  | Квалификация  | Четвертьфинал        | Четвертьфинал        | Четвертьфинал        | Полуфинал            | Полуфинал            | Полуфинал            | Финал                | Финал                | Итоговое место |
| Соревнование     | Спортсмены                  | Результат     | Место         | Заезд                | Результат            | Место                | Заезд                | Результат            | Место                | Результат            | Место                | Итоговое место |
| ---------------- | --------------------------- | ------------- | ------------- | -------------------- | -------------------- | -------------------- | -------------------- | -------------------- | -------------------- | -------------------- | -------------------- | -------------- |
| Спринт           | Мартти Юльхя                | 3:34,49       | 12 Q          | 4                    | 3:37,98              | 5                    | Завершил выступление | Завершил выступление | Завершил выступление | Завершил выступление | Завершил выступление | 21             |
| Спринт           | Вилле Ноусиайнен            | 3:37,52       | 25 Q          | 3                    | 3:40,84              | 5                    | Завершил выступление | Завершил выступление | Завершил выступление | Завершил выступление | Завершил выступление | 24             |
| Спринт           | Ансси Пентсинен             | 3:38,66       | 34            | Завершил выступление | Завершил выступление | Завершил выступление | Завершил выступление | Завершил выступление | Завершил выступление | Завершил выступление | Завершил выступление | 34             |
| Спринт           | Юхо Микконен                | 3:40,72       | 43            | Завершил выступление | Завершил выступление | Завершил выступление | Завершил выступление | Завершил выступление | Завершил выступление | Завершил выступление | Завершил выступление | 43             |
| Командный спринт | Ийво Нисканен Сами Яухоярви | Не проводится | Не проводится | Не проводится        | Не проводится        | Не проводится        | 2                    | 23:26,13             | 1 Q                  | 23:14,89             | 1                    | 1              |

Женщины
Дистанционные гонки
| Соревнование              | Спортсмены                                                           | Результат                               | Отставание | Место |
| ------------------------- | -------------------------------------------------------------------- | --------------------------------------- | ---------- | ----- |
| 10 км классическим стилем | Айно-Кайса Сааринен                                                  | 28:48,1                                 | +30,3      | 4     |
| 10 км классическим стилем | Кертту Нисканен                                                      | 29:16,7                                 | +58,9      | 8     |
| 10 км классическим стилем | Криста Ляхтеэнмяки                                                   | 29:36,0                                 | +1:18,2    | 10    |
| 10 км классическим стилем | Анне Кюллёнен                                                        | 29:52,8                                 | +1:35,0    | 14    |
| Скиатлон 7,5+7,5 км       | Айно-Кайса Сааринен                                                  | 38:48,9                                 | +15,3      | 5     |
| Скиатлон 7,5+7,5 км       | Кертту Нисканен                                                      | 39:35,3                                 | +1:01,7    | 7     |
| Скиатлон 7,5+7,5 км       | Криста Ляхтеэнмяки                                                   | 40:09,9                                 | +1:36,3    | 13    |
| Скиатлон 7,5+7,5 км       | Анне Кюллёнен                                                        | 41:18,9                                 | +2:45,3    | 33    |
| Масс-старт 30 км          | Кертту Нисканен                                                      | 1:12:26,9                               | +1:21,7    | 4     |
| Масс-старт 30 км          | Криста Ляхтеэнмяки                                                   | 1:13:37,6                               | +2:32,4    | 18    |
| Масс-старт 30 км          | Айно-Кайса Сааринен                                                  | 1:13:52,5                               | +2:47,3    | 21    |
| Масс-старт 30 км          | Риита-Лииса Ропонен                                                  | 1:14:51,6                               | +3:46,4    | 26    |
| Эстафета 4×5 км           | Анне Кюллёнен Айно-Кайса Сааринен Кертту Нисканен Криста Ляхтеэнмяки | 53:03,2 14:21,2 13:51,3 12:14,4 12:36,6 | +0,5       | 2     |

Спринт
| Соревнование     | Спортсмены                          | Квалификация  | Квалификация  | Четвертьфинал         | Четвертьфинал         | Четвертьфинал         | Полуфинал             | Полуфинал             | Полуфинал             | Финал                 | Финал                 | Итоговое место |
| Соревнование     | Спортсмены                          | Результат     | Место         | Заезд                 | Результат             | Место                 | Заезд                 | Результат             | Место                 | Результат             | Место                 | Итоговое место |
| ---------------- | ----------------------------------- | ------------- | ------------- | --------------------- | --------------------- | --------------------- | --------------------- | --------------------- | --------------------- | --------------------- | --------------------- | -------------- |
| Спринт           | Мари Лаукканен                      | 2:39.06       | 24 Q          | 2                     | 2:37,48               | 4                     | Завершила выступление | Завершила выступление | Завершила выступление | Завершила выступление | Завершила выступление | 15             |
| Спринт           | Анне Кюллёнен                       | 2:35,57       | 11 Q          | 1                     | 2:37,07               | 4                     | Завершила выступление | Завершила выступление | Завершила выступление | Завершила выступление | Завершила выступление | 16             |
| Спринт           | Мона-Лийса Мальвалехто              | 2:40,08       | 28 Q          | 5                     | 2:41,20               | 6                     | Завершила выступление | Завершила выступление | Завершила выступление | Завершила выступление | Завершила выступление | 29             |
| Спринт           | Рийкка Сарасоя                      | 2:41,55       | 37            | Завершила выступление | Завершила выступление | Завершила выступление | Завершила выступление | Завершила выступление | Завершила выступление | Завершила выступление | Завершила выступление | 37             |
| Командный спринт | Кертту Нисканен Айно-Кайса Сааринен | Не проводится | Не проводится | Не проводится         | Не проводится         | Не проводится         | 2                     | 16:42,15              | 1 Q                   | 16:13,14              | 2                     | 2              |

### Прыжки на лыжах с трамплина
Мужчины
| Соревнование                  | Спортсмены                                            | Квалификация  | Квалификация  | Финал                         | Финал    | Финал                         | Финал                | Финал                         | Финал                | Итоговое место |
| Соревнование                  | Спортсмены                                            | Результат     | Место         | 1 прыжок                      | 1 прыжок | 2 прыжок                      | 2 прыжок             | Всего                         | Место                | Итоговое место |
| Соревнование                  | Спортсмены                                            | Результат     | Место         | Результат                     | Место    | Результат                     | Место                | Всего                         | Место                | Итоговое место |
| ----------------------------- | ----------------------------------------------------- | ------------- | ------------- | ----------------------------- | -------- | ----------------------------- | -------------------- | ----------------------------- | -------------------- | -------------- |
| Нормальный трамплин           | Ансси Койвуранта                                      | 104,5         | 37            | 126.1                         | 13       | 126,7                         | 6                    | 252,8                         | 12                   | 12             |
| Нормальный трамплин           | Янне Ахонен                                           | 107,8         | 27            | 118,9                         | 29       | 110,3                         | 28                   | 229,2                         | 29                   | 29             |
| Нормальный трамплин           | Яркко Мяяття                                          | 104,6         | 36            | 116,9                         | 32       | Завершил выступление          | Завершил выступление | Завершил выступление          | Завершил выступление | 32             |
| Нормальный трамплин           | Олли Муотка                                           | 107,0         | 30            | 113,0                         | 38       | Завершил выступление          | Завершил выступление | Завершил выступление          | Завершил выступление | 38             |
| Большой трамплин              | Ансси Койвуранта                                      | 118,9         | 5             | 130,9                         | 5        | 119,7                         | 21                   | 250,6                         | 11                   | 11             |
| Большой трамплин              | Янне Ахонен                                           | 110,0         | 11            | 119,8                         | 20       | 121,5                         | 19                   | 241,3                         | 22                   | 22             |
| Большой трамплин              | Олли Муотка                                           | 109,9         | 12            | 108,9                         | 33       | Завершил выступление          | Завершил выступление | Завершил выступление          | Завершил выступление | 33             |
| Большой трамплин              | Яркко Мяяття                                          | 93,0          | 33            | 101,3                         | 43       | Завершил выступление          | Завершил выступление | Завершил выступление          | Завершил выступление | 43             |
| Большой трамплин среди команд | Ансси Койвуранта Яркко Мяяття Олли Муотка Янне Ахонен | Не проводится | Не проводится | 461,5 120,8 117,1 113,2 110,4 | 8 Q      | 481,3 126,5 110,5 114,1 130,2 | 8                    | 942,8 247,3 227,6 227,3 240,6 | 8                    | 8              |

Женщины
| Соревнование        | Спортсмены    | 1 прыжок  | 1 прыжок | 2 прыжок  | 2 прыжок | Всего | Место |
| Соревнование        | Спортсмены    | Результат | Место    | Результат | Место    | Всего | Место |
| ------------------- | ------------- | --------- | -------- | --------- | -------- | ----- | ----- |
| Нормальный трамплин | Юлия Кюккянен | 115,1     | 14       | 106,4     | 20       | 221,5 | 17    |

### Сноуборд
Слоупстайл
| Соревнование | Спортсмены      | Квалификация | Квалификация | Квалификация | Квалификация | Полуфинал      | Полуфинал      | Полуфинал      | Финал                 | Финал                 | Финал                 | Итоговое место |
| Соревнование | Спортсмены      | Заезд        | 1 спуск      | 2 спуск      | Место        | 1 спуск        | 2 спуск        | Место          | 1 спуск               | 2 спуск               | Место                 | Итоговое место |
| ------------ | --------------- | ------------ | ------------ | ------------ | ------------ | -------------- | -------------- | -------------- | --------------------- | --------------------- | --------------------- | -------------- |
| Мужчины      | Пеэту Пийройнен | 1            | 90,75        | 80,00        | 2 QF         | Не участвовал  | Не участвовал  | Не участвовал  | 78,50                 | 81,25                 | 7                     | 7              |
| Мужчины      | Роопе Тонтери   | 2            | 33,75        | 95,75        | 2 QF         | Не участвовал  | Не участвовал  | Не участвовал  | 31,50                 | 39,00                 | 11                    | 11             |
| Мужчины      | Янне Корпи      | 2            | 49,75        | 35,50        | 12 QS        | 41,00          | 68,50          | 10             | Завершил выступление  | Завершил выступление  | Завершил выступление  | 18             |
| Мужчины      | Вилле Паумола   | 2            | 54,75        | 21,25        | 11 QS        | 25,25          | 22,75          | 19             | Завершил выступление  | Завершил выступление  | Завершил выступление  | 27             |
| Женщины      | Энни Рукаярви   | 1            | 79,00        | 23,75        | 4 QF         | Не участвовала | Не участвовала | Не участвовала | 73,75                 | 92,50                 | 2                     | 2              |
| Женщины      | Мерика Энне     | 2            | 17,00        | DNS          | 22 QS        | DNS            | DNS            | DNS            | Завершила выступление | Завершила выступление | Завершила выступление | 22             |

Хафпайп
| Соревнование | Спортсмены         | Квалификация | Квалификация | Квалификация | Квалификация | Полуфинал             | Полуфинал             | Полуфинал             | Финал                 | Финал                 | Финал                 | Итоговое место |
| Соревнование | Спортсмены         | Заезд        | 1 спуск      | 2 спуск      | Место        | 1 спуск               | 2 спуск               | Место                 | 1 спуск               | 2 спуск               | Место                 | Итоговое место |
| ------------ | ------------------ | ------------ | ------------ | ------------ | ------------ | --------------------- | --------------------- | --------------------- | --------------------- | --------------------- | --------------------- | -------------- |
| Мужчины      | Маркус Малин       | 2            | 33,50        | 62,50        | 13           | Завершил выступление  | Завершил выступление  | Завершил выступление  | Завершил выступление  | Завершил выступление  | Завершил выступление  | 26             |
| Мужчины      | Илкке-Ээмели Лаари | 2            | 49,00        | 52,00        | 18           | Завершил выступление  | Завершил выступление  | Завершил выступление  | Завершил выступление  | Завершил выступление  | Завершил выступление  | 33             |
| Мужчины      | Янне Корпи         | 1            | 28,00        | 41,00        | 17           | Завершил выступление  | Завершил выступление  | Завершил выступление  | Завершил выступление  | Завершил выступление  | Завершил выступление  | 35             |
| Мужчины      | Пиету Пийройнен    | 2            | DNS          | DNS          | DNS          | Завершил выступление  | Завершил выступление  | Завершил выступление  | Завершил выступление  | Завершил выступление  | Завершил выступление  | —              |
| Женщины      | Элла Суйтиала      | 2            | 31,75        | 51,50        | 10           | Завершила выступление | Завершила выступление | Завершила выступление | Завершила выступление | Завершила выступление | Завершила выступление | 19             |

Бордеркросс
| Соревнование | Спортсмены     | 1/8 финала | 1/8 финала | Четвертьфинал        | Четвертьфинал        | Полуфинал            | Полуфинал            | Финал                | Финал                | Итоговое место |
| Соревнование | Спортсмены     | Заезд      | Место      | Заезд                | Место                | Заезд                | Место                | Название             | Место                | Итоговое место |
| ------------ | -------------- | ---------- | ---------- | -------------------- | -------------------- | -------------------- | -------------------- | -------------------- | -------------------- | -------------- |
| Мужчины      | Антон Линдфорс | 3          | 2 Q        | 2                    | 4                    | Завершил выступление | Завершил выступление | Завершил выступление | Завершил выступление | 13             |
| Мужчины      | Юсси Така      | 6          | 5          | Завершил выступление | Завершил выступление | Завершил выступление | Завершил выступление | Завершил выступление | Завершил выступление | 33             |

### Фристайл
Могул
| Соревнование | Спортсмены      | Квалификация 1 | Квалификация 1 | Квалификация 1 | Квалификация 2 | Квалификация 2 | Квалификация 2 | Финал 1              | Финал 1              | Финал 1              | Финал 2              | Финал 2              | Финал 2              | Финал 3              | Финал 3              | Финал 3              | Итоговое место |
| Соревнование | Спортсмены      | Время          | Очки           | Место          | Время          | Очки           | Место          | Время                | Очки                 | Место                | Время                | Очки                 | Место                | Время                | Очки                 | Место                | Итоговое место |
| ------------ | --------------- | -------------- | -------------- | -------------- | -------------- | -------------- | -------------- | -------------------- | -------------------- | -------------------- | -------------------- | -------------------- | -------------------- | -------------------- | -------------------- | -------------------- | -------------- |
| Мужчины      | Йими Салонен    | 24,53          | 19,64          | 20             | 25,26          | 21,85          | 3 Q            | 24,77                | 20,75                | 18                   | Завершил выступление | Завершил выступление | Завершил выступление | Завершил выступление | Завершил выступление | Завершил выступление | 18             |
| Мужчины      | Артту Кирамо    | 27,18          | 9,09           | 26             | 26,17          | 18,73          | 12             | Завершил выступление | Завершил выступление | Завершил выступление | Завершил выступление | Завершил выступление | Завершил выступление | Завершил выступление | Завершил выступление | Завершил выступление | 22             |
| Мужчины      | Юсси Пенттала   | 24,86          | 17,99          | 23             | DNF            | DNF            | DNF            | Завершил выступление | Завершил выступление | Завершил выступление | Завершил выступление | Завершил выступление | Завершил выступление | Завершил выступление | Завершил выступление | Завершил выступление | 27             |
| Мужчины      | Вилле Миеттунен | DNF            | DNF            | DNF            | DNS            | DNS            | DNS            | Завершил выступление | Завершил выступление | Завершил выступление | Завершил выступление | Завершил выступление | Завершил выступление | Завершил выступление | Завершил выступление | Завершил выступление | —              |

Ски-кросс
| Соревнование | Спортсмены     | Квалификация | Квалификация | 1/8 финала | 1/8 финала | Четвертьфинал | Четвертьфинал | Полуфинал            | Полуфинал            | Финал                | Финал                | Итоговое место |
| Соревнование | Спортсмены     | Результат    | Место        | Заезд      | Место      | Заезд         | Место         | Заезд                | Место                | Название             | Место                | Итоговое место |
| ------------ | -------------- | ------------ | ------------ | ---------- | ---------- | ------------- | ------------- | -------------------- | -------------------- | -------------------- | -------------------- | -------------- |
| Мужчины      | Йоуни Пеллинен | 1:17,41      | 9            | 2          | 1 Q        | 1             | 4             | Завершил выступление | Завершил выступление | Завершил выступление | Завершил выступление | 13             |

Ски-хафпайп
| Соревнование | Спортсмены            | Квалификация | Квалификация | Квалификация | Финал   | Финал   | Финал |
| Соревнование | Спортсмены            | 1 заезд      | 2 заезд      | Место        | 1 заезд | 2 заезд | Место |
| ------------ | --------------------- | ------------ | ------------ | ------------ | ------- | ------- | ----- |
| Мужчины      | Антти-Юсси Кемппайнен | 79,40        | 60,40        | 9            | 74.40   | 78,20   | 8     |

Слоупстайл
| Соревнование | Спортсмены    | Квалификация | Квалификация | Квалификация | Финал                | Финал                | Финал                |
| Соревнование | Спортсмены    | 1 заезд      | 2 заезд      | Место        | 1 заезд              | 2 заезд              | Место                |
| ------------ | ------------- | ------------ | ------------ | ------------ | -------------------- | -------------------- | -------------------- |
| Мужчины      | Антти Оллила  | 81,40        | 31,60        | 13           | Завершил выступление | Завершил выступление | Завершил выступление |
| Мужчины      | Отсо Ряйсянен | 59,60        | 56,20        | 25           | Завершил выступление | Завершил выступление | Завершил выступление |
| Мужчины      | Лаури Кивари  | 45,80        | 2,80         | 29           | Завершил выступление | Завершил выступление | Завершил выступление |
| Мужчины      | Алекси Патья  | 10,80        | 12,00        | 31           | Завершил выступление | Завершил выступление | Завершил выступление |

### Хоккей
Мужская и женская сборная Финляндии автоматически квалифицировались на Олимпийские игры, благодаря высокому мировому рейтингу ИИХФ.
| Соревнование | Команда                   | Предварительный раунд | Предварительный раунд | Предварительный раунд | Предварительный раунд | Предварительный раунд | Квалификация плей-офф | Четвертьфинал      | Полуфинал          | Финал              | Место |
| Соревнование | Команда                   | Группа                | Соперник Результат    | Соперник Результат    | Соперник Результат    | Место                 | Соперник Результат    | Соперник Результат | Соперник Результат | Соперник Результат | Место |
| ------------ | ------------------------- | --------------------- | --------------------- | --------------------- | --------------------- | --------------------- | --------------------- | ------------------ | ------------------ | ------------------ | ----- |
| Мужчины      | Мужская сборная по хоккею | B                     | Австрия В 8:4         | Норвегия В 6:1        | Канада П 1:2 (ОТ)     | 2 QQ                  | Не участвовали        | Россия В 3:1       | Швеция П 1:2       | За 3-место         | 3     |
| Мужчины      | Мужская сборная по хоккею | B                     | Австрия В 8:4         | Норвегия В 6:1        | Канада П 1:2 (ОТ)     | 2 QQ                  | Не участвовали        | Россия В 3:1       | Швеция П 1:2       | США В 5:0          | 3     |
| Женщины      | Женская сборная по хоккею | A                     | США П 1:3             | Канада П 0:3          | Швейцария В 4:3 (ОТ)  | 3 QQ                  | Не проводится         | Швеция П 2:4       | Матчи за 5-8 места | Матчи за 5-8 места | 5     |
| Женщины      | Женская сборная по хоккею | A                     | США П 1:3             | Канада П 0:3          | Швейцария В 4:3 (ОТ)  | 3 QQ                  | Не проводится         | Швеция П 2:4       | Германия В 2:1     | Россия В 4:0       | 5     |

#### Мужчины
Состав
7 января 2014 года стал известен состав мужской сборной Финляндии. Первоначально заявленные Микко Койву и Валттери Филппула получили травмы. Их заменили нападающие нижегородского «Торпедо» — Сакари Салминен и Яркко Иммонен.
| Номер | Имя                | Позиция    | Хват   | Рост, см | Вес, кг | Дата рождения | Клуб                    | И | Г | П | О | Штр | КН   | %ОБ   |
| ----- | ------------------ | ---------- | ------ | -------- | ------- | ------------- | ----------------------- | - | - | - | - | --- | ---- | ----- |
| 3     | Олли Мяяття        | защитник   | левый  | 187      | 89      | 22.08.1994    | Питтсбург Пингвинз      | 6 | 3 | 2 | 5 | 0   | —    | —     |
| 4     | Осси Ваананен      | защитник   | левый  | 191      | 99      | 18.08.1980    | Йокерит                 | 6 | 0 | 2 | 2 | 0   | —    | —     |
| 5     | Лассе Кукконен     | защитник   | левый  | 183      | 85      | 18.09.1981    | Кярпят                  | 6 | 0 | 0 | 0 | 2   | —    | —     |
| 6     | Сами Сало          | защитник   | правый | 190      | 93      | 02.09.1974    | Тампа Бэй Лайтнинг      | 6 | 0 | 1 | 1 | 0   | —    | —     |
| 8     | Теему Селянне (К)  | нападающий | правый | 182      | 91      | 03.07.1970    | Анахайм Дакс            | 6 | 4 | 2 | 6 | 4   | —    | —     |
| 12    | Олли Йокинен       | нападающий | левый  | 187      | 91      | 05.12.1978    | Виннипег Джетс          | 6 | 2 | 2 | 4 | 2   | —    | —     |
| 15    | Туомо Рууту        | нападающий | левый  | 182      | 89      | 16.02.1983    | Каролина Харрикейнз     | 6 | 1 | 4 | 5 | 2   | —    | —     |
| 16    | Александр Барков   | нападающий | левый  | 190      | 91      | 02.09.1995    | Флорида Пантерз         | 2 | 0 | 1 | 1 | 2   | —    | —     |
| 18    | Сами Леписто       | Защитник   | левый  | 186      | 85      | 17.10.1984    | Автомобилист            | 6 | 1 | 1 | 2 | 0   | —    | —     |
| 21    | Йори Лехтеря       | нападающий | левый  | 187      | 97      | 23.12.1987    | Сибирь                  | 6 | 1 | 3 | 4 | 0   | —    | —     |
| 23    | Сакари Салминен    | нападающий | правый | 177      | 75      | 31.05.1988    | Торпедо Нижний Новгород | 2 | 0 | 0 | 0 | 4   | —    | —     |
| 26    | Яркко Иммонен      | нападающий | правый | 182      | 90      | 19.04.1982    | Торпедо Нижний Новгород | 5 | 2 | 0 | 2 | 2   | —    | —     |
| 27    | Петри Контиола     | нападающий | правый | 182      | 92      | 04.10.1984    | Трактор                 | 6 | 1 | 4 | 5 | 0   | —    | —     |
| 28    | Лаури Корпикоски   | нападающий | левый  | 185      | 88      | 28.07.1986    | Финикс Койотис          | 6 | 2 | 2 | 4 | 2   | —    | —     |
| 31    | Антти Ниеми        | вратарь    | левый  | 187      | 91      | 29.08.1983    | Сан-Хосе Шаркс          | 0 | — | — | — | —   | —    | —     |
| 32    | Кари Лехтонен      | вратарь    | левый  | 193      | 91      | 16.11.1983    | Даллас Старз            | 2 | 0 | 2 | 2 | 0   | 1,51 | 93,48 |
| 36    | Юсси Йокинен       | нападающий | левый  | 181      | 86      | 01.05.1983    | Питтсбург Пингвинз      | 6 | 2 | 3 | 5 | 0   | —    | —     |
| 38    | Юусо Хиетанен      | защитник   | правый | 180      | 85      | 14.06.1985    | Торпедо Нижний Новгород | 6 | 1 | 0 | 1 | 0   | —    | —     |
| 40    | Туукка Раск        | вратарь    | левый  | 187      | 80      | 10.03.1987    | Бостон Брюинз           | 4 | 0 | 0 | 0 | 0   | 1,73 | 93,75 |
| 41    | Антти Пильстрём    | нападающий | левый  | 180      | 82      | 22.10.1984    | Салават Юлаев           | 5 | 0 | 0 | 0 | 0   | —    | —     |
| 44    | Киммо Тимонен (А)  | защитник   | левый  | 177      | 84      | 18.03.1975    | Филадельфия Флайерз     | 6 | 0 | 2 | 2 | 0   | —    | —     |
| 45    | Сами Ватанен       | защитник   | правый | 177      | 79      | 03.06.1991    | Анахайм Дакс            | 6 | 0 | 5 | 5 | 0   | —    | —     |
| 50    | Юхаматти Аалтонен  | нападающий | правый | 184      | 85      | 04.06.1985    | Кярпят                  | 4 | 1 | 0 | 1 | 2   | —    | —     |
| 64    | Микаэль Гранлунд   | нападающий | левый  | 179      | 83      | 26.02.1992    | Миннесота Уайлд         | 6 | 3 | 4 | 7 | 4   | —    | —     |
| 71    | Леонид Комаров (А) | нападающий | левый  | 180      | 90      | 23.01.1987    | Динамо Москва           | 6 | 0 | 0 | 0 | 0   | —    | —     |

Состав: IIHF.com и Eliteprospects.com, статистика игроков: IIHF.com
Предварительный раунд
|  | Команды, выходящие в четвертьфинал         |
|  | Команды, выходящие в квалификацию плей-офф |

Группа B
| М | Сборная   | И | В | ВО | ПО | П | ШЗ | ШП | РШ | О |
| - | --------- | - | - | -- | -- | - | -- | -- | -- | - |
| 1 | Канада    | 3 | 2 | 1  | 0  | 0 | 11 | 2  | +9 | 8 |
| 2 | Финляндия | 3 | 2 | 0  | 1  | 0 | 15 | 7  | +8 | 7 |
| 3 | Австрия   | 3 | 1 | 0  | 0  | 2 | 7  | 15 | −8 | 3 |
| 4 | Норвегия  | 3 | 0 | 0  | 0  | 3 | 3  | 12 | −9 | 0 |

Время местное (UTC+4).
| 2014-02-13 12:00 | Финляндия | 8 : 4 (4:2, 2:0, 2:2) | Австрия | Ледовый дворец «Большой», Сочи Зрителей: 5664 |

| Отчёт | Отчёт                                         | Отчёт | Отчёт                            | Отчёт                           |
| --- | --------------------------------------------- | --- | -------------------------------- | ------------------------------- |
| |                                               | |                                  |                                 |
| | Туукка Раск — 00:00-60:00                     | Вратари | 00:00-60:00 — Бернхард Штаркбаум | Судьи: Даниэль Пихачек Иан Уолш |
| | Голы:                                         | |                                  | Судьи: Даниэль Пихачек Иан Уолш |
| Микаэль Гранлунд — 05:15 (Т. Селянне, С. Ватанен) Сами Леписто — 11:23 (Ю. Йокинен, Т. Рууту) Олли Мяяття — 19:25 (О. Йокинен) Яркко Иммонен — 19:33 (Й. Лехтеря, О. Вяанянен) Юсси Йокинен — 21:43 (П. Контиола) Петри Контиола — 32:10 (М. Гранлунд) Яркко Иммонен (бол.) — 51:25 (А. Барков, С. Ватанен) Микаэль Гранлунд (бол.) — 58:25 (К. Тимонен, С. Ватанен) | 0:1 :1 1:2 :2 3:2 4:2 5:2 6:2 6:3 7:3 7:4 8:4 | 00:36 — Михаэль Грабнер (М. Раффль) 09:19 — Томас Хундертпфунд (Т. Ванек, О. Зетцингер) 41:29 — Михаэль Грабнер (М. Раффль, Б. Леблер) 54:22 — Михаэль Грабнер (М. Траттниг, Б. Леблер) |                                  | Судьи: Даниэль Пихачек Иан Уолш |
| |                                               | |                                  | Судьи: Даниэль Пихачек Иан Уолш |
| |                                               | |                                  | Судьи: Даниэль Пихачек Иан Уолш |
| |                                               | |                                  | Судьи: Даниэль Пихачек Иан Уолш |
| 4 мин | Штраф                                         | 10 мин |                                  | Судьи: Даниэль Пихачек Иан Уолш |
| |                                               | |                                  |                                 |
| | 52                                            | Броски | 20                               |                                 |

| 2014-02-14 21:00 | Норвегия | 1 : 6 (0:3, 0:2, 1:1) | Финляндия | Ледовая арена «Шайба», Сочи Зрителей: 3018 |

| Отчёт                                               | Отчёт                                                | Отчёт | Отчёт                       | Отчёт                                  |
| --------------------------------------------------- | ---------------------------------------------------- | --- | --------------------------- | -------------------------------------- |
|                                                     |                                                      | |                             |                                        |
|                                                     | Ларс Хауген — 00:00-20:00 Ларс Вольден — 20:00-60:00 | Вратари | 00:00-60:00 — Кари Лехтонен | Судьи: Ларс Брюггеманн Келли Сазерлэнд |
|                                                     | Голы:                                                | |                             | Судьи: Ларс Брюггеманн Келли Сазерлэнд |
| Пер-Оге Скрёдер (бол.) — 41:01 (М. Олимб, Й. Холёс) | 0:1 0:2 0:3 0:4 0:5 1:5 1:6                          | 05:46 — Теэму Селянне (С. Ватанен, К. Лехтонен) 06:51 — Лаури Корпикоски (О. Йокинен, О. Мяяття) 17:21 — Йори Лехтеря 28:03 — Лаури Корпикоски (О. Мяяття, Т. Рууту) 31:26 — Олли Йокинен (С. Сало, Т. Рууту) 57:41 — Олли Мяяття (П. Контиола, К. Лехтонен) |                             | Судьи: Ларс Брюггеманн Келли Сазерлэнд |
|                                                     |                                                      | |                             | Судьи: Ларс Брюггеманн Келли Сазерлэнд |
|                                                     |                                                      | |                             | Судьи: Ларс Брюггеманн Келли Сазерлэнд |
|                                                     |                                                      | |                             | Судьи: Ларс Брюггеманн Келли Сазерлэнд |
| 6 мин                                               | Штраф                                                | 6 мин |                             | Судьи: Ларс Брюггеманн Келли Сазерлэнд |
|                                                     |                                                      | |                             |                                        |
|                                                     | 21                                                   | Броски | 39                          |                                        |

| 2014-02-16 21:00 | Финляндия | 1 : 2 (OT) (0:1, 1:0, 0:0, 0:1) | Канада | Ледовый дворец «Большой», Сочи Зрителей: 11 263 |

| Отчёт                                        | Отчёт                     | Отчёт                                                                         | Отчёт                    | Отчёт                                |
| -------------------------------------------- | ------------------------- | ----------------------------------------------------------------------------- | ------------------------ | ------------------------------------ |
|                                              |                           |                                                                               |                          |                                      |
|                                              | Туукка Раск — 00:00-62:32 | Вратари                                                                       | 00:00-62:32 — Кэри Прайс | Судьи: Антонин Йержабек Кевин Поллок |
|                                              | Голы:                     |                                                                               |                          | Судьи: Антонин Йержабек Кевин Поллок |
| Туомо Рууту — 38:00 (Ю. Йокинен, О. Вананен) | 0:1 :0 1:2                | 13:44 — Дрю Даути (бол.) (Ш. Уэбер, С. Кросби) 62:32 — Дрю Даути (Дж. Картер) |                          | Судьи: Антонин Йержабек Кевин Поллок |
|                                              |                           |                                                                               |                          | Судьи: Антонин Йержабек Кевин Поллок |
|                                              |                           |                                                                               |                          | Судьи: Антонин Йержабек Кевин Поллок |
|                                              |                           |                                                                               |                          | Судьи: Антонин Йержабек Кевин Поллок |
| 2 мин                                        | Штраф                     | 2 мин                                                                         |                          | Судьи: Антонин Йержабек Кевин Поллок |
|                                              |                           |                                                                               |                          |                                      |
|                                              | 15                        | Броски                                                                        | 27                       |                                      |

Четвертьфинал
Время местное (UTC+4).
| 2014-02-19 16:30 | Финляндия | 3 : 1 (2:1, 1:0, 0:0) | Россия | Ледовый дворец «Большой», Сочи Зрителей: 11 654 |

| Отчёт | Отчёт                     | Отчёт                                    | Отчёт                                                        | Отчёт                                    |
| --- | ------------------------- | ---------------------------------------- | ------------------------------------------------------------ | ---------------------------------------- |
| |                           |                                          |                                                              |                                          |
| | Туукка Раск — 00:00-60:00 | Вратари                                  | 00:00-26:42 — Семён Варламов 26:42-58:54 — Сергей Бобровский | Судьи: Келли Сазерленд Маркус Виннерборг |
| | Голы:                     |                                          |                                                              | Судьи: Келли Сазерленд Маркус Виннерборг |
| Юхаматти Аалтонен — 9:18 (П. Кантиола) Теэму Селянне — 17:38 (М. Гранлунд) Микаэль Гранлунд (бол.) — 25:37 (Т. Селянне, К. Тимонен) | 0:1 :1 2:1 3:1            | 07:51 — Илья Ковальчук (бол.) (П. Дацюк) |                                                              | Судьи: Келли Сазерленд Маркус Виннерборг |
| |                           |                                          |                                                              | Судьи: Келли Сазерленд Маркус Виннерборг |
| |                           |                                          |                                                              | Судьи: Келли Сазерленд Маркус Виннерборг |
| |                           |                                          |                                                              | Судьи: Келли Сазерленд Маркус Виннерборг |
| 6 мин | Штраф                     | 8 мин                                    |                                                              | Судьи: Келли Сазерленд Маркус Виннерборг |
| |                           |                                          |                                                              |                                          |
| | 22                        | Броски                                   | 38                                                           |                                          |

Полуфинал
Время местное (UTC+4).
| 2014-02-21 16:00 | Швеция | 2 : 1 (0:0, 2:1, 0:0) | Финляндия | Ледовый дворец «Большой», Сочи Зрителей: 9476 |

| Отчёт                                                                                   | Отчёт                          | Отчёт                            | Отчёт                       | Отчёт                            |
| --------------------------------------------------------------------------------------- | ------------------------------ | -------------------------------- | --------------------------- | -------------------------------- |
|                                                                                         |                                |                                  |                             |                                  |
|                                                                                         | Хенрик Лундквист — 00:00-60:00 | Вратари                          | 00:00-59:16 — Кари Лехтонен | Судьи: Константин Оленин Пил Тим |
|                                                                                         | Голы:                          |                                  |                             | Судьи: Константин Оленин Пил Тим |
| Луи Эрикссон — 31:39 (Ю. Эрикссон, Н. Бэкстрём) Эрик Карлссон (бол.) — 36:26 (Д. Седин) | 0:1 :1 2:1                     | 26:17 — Олли Йокинен (С.Ватанен) |                             | Судьи: Константин Оленин Пил Тим |
|                                                                                         |                                |                                  |                             | Судьи: Константин Оленин Пил Тим |
|                                                                                         |                                |                                  |                             | Судьи: Константин Оленин Пил Тим |
|                                                                                         |                                |                                  |                             | Судьи: Константин Оленин Пил Тим |
| 10 мин                                                                                  | Штраф                          | 4 мин                            |                             | Судьи: Константин Оленин Пил Тим |
|                                                                                         |                                |                                  |                             |                                  |
|                                                                                         | 25                             | Броски                           | 26                          |                                  |

Матч за 3-е место
Время местное (UTC+4).
| 2014-02-22 19:00 | США | 0 : 5 (0:0, 0:2, 0:3) | Финляндия | Ледовый дворец «Большой», Сочи Зрителей: 9052 |

| Отчёт  | Отчёт                       | Отчёт | Отчёт                     | Отчёт                            |
| ------ | --------------------------- | --- | ------------------------- | -------------------------------- |
|        |                             | |                           |                                  |
|        | Джонатан Куик — 00:00-60:00 | Вратари | 00:00-60:00 — Туукка Раск | Судьи: Константин Оленин Пил Тим |
|        | Голы:                       | |                           | Судьи: Константин Оленин Пил Тим |
|        | 0:1 0:2 0:3 0:4 0:5         | 21:27 — Теему Селянне (М. Гранлунд, Л. Корпикоски) 21:38 — Юсси Йокинен (Й. Лехтеря, П. Контиола) 46:10 — Юусо Хиетанен (Т. Рууту, С. Леписто) 49:06 — Теему Селянне (бол.) (М. Гранлунд, Л. Корпикоски) 53:09 — Олли Мяяття (бол.) (Й. Лехтеря, Ю. Йокинен) |                           | Судьи: Константин Оленин Пил Тим |
|        |                             | |                           | Судьи: Константин Оленин Пил Тим |
|        |                             | |                           | Судьи: Константин Оленин Пил Тим |
|        |                             | |                           | Судьи: Константин Оленин Пил Тим |
| 12 мин | Штраф                       | 4 мин |                           | Судьи: Константин Оленин Пил Тим |
|        |                             | |                           |                                  |
|        | 27                          | Броски | 29                        |                                  |

#### Женщины
Состав
| Номер | Имя                  | Позиция    | Хват   | Рост, см | Вес, кг | Дата рождения | Клуб                     | И | Г | П | О | Штр | КН   | %ОБ   |
| ----- | -------------------- | ---------- | ------ | -------- | ------- | ------------- | ------------------------ | - | - | - | - | --- | ---- | ----- |
| 1     | Эвелиина Суонпяя     | вратарь    | левый  | 173      | 63      | 12.04.1995    | Куортане                 | 0 | — | — | — | —   | —    | —     |
| 3     | Эмма Терхо           | защитник   | левый  | 159      | 60      | 17.12.1981    | Эспоо Блюз               | 6 | 0 | 0 | 0 | 12  | —    | —     |
| 4     | Роза Линдстедт       | защитник   | левый  | 186      | 80      | 24.01.1988    | ЮИП                      | 5 | 0 | 1 | 1 | 6   | —    | —     |
| 5     | Анна Кильпонен       | защитник   | левый  | 169      | 74      | 16.05.1995    | Куортане                 | 6 | 0 | 2 | 2 | 2   | —    | —     |
| 6     | Йенни Хийрикоски (К) | защитник   | левый  | 162      | 60      | 30.03.1987    | ЮИП                      | 6 | 3 | 2 | 5 | 2   | —    | —     |
| 7     | Мира Ялосуо          | защитник   | правый | 184      | 80      | 03.02.1989    | СКИФ                     | 5 | 0 | 1 | 1 | 2   | —    | —     |
| 9     | Венла Хови           | нападающий | левый  | 169      | 63      | 28.10.1987    | КалПа                    | 6 | 1 | 1 | 2 | 10  | —    | —     |
| 10    | Линда Вялимяки       | нападающий | левый  | 166      | 70      | 31.05.1990    | Эспоо Блюз               | 6 | 1 | 2 | 3 | 0   | —    | —     |
| 11    | Аннина Раяхухта      | нападающий | левый  | 164      | 70      | 08.03.1989    | Эспоо Блюз               | 6 | 0 | 0 | 0 | 4   | —    | —     |
| 13    | Рийкка Вялиля        | нападающий | правый | 160      | 63      | 12.06.1973    | ЮИП                      | 6 | 1 | 4 | 5 | 0   | —    | —     |
| 15    | Минтту Туоминен      | нападающий | правый | 165      | 70      | 26.06.1990    | Эспоо Блюз               | 6 | 0 | 1 | 1 | 6   | —    | —     |
| 16    | Вильма Тансканен     | нападающий | левый  | 175      | 66      | 14.05.1995    | Куортане                 | 6 | 0 | 0 | 0 | 0   | —    | —     |
| 18    | Меэри Ряйсянен       | вратарь    | левый  | 170      | 62      | 02.12.1989    | ЮИП                      | 0 | — | — | — | —   | —    | —     |
| 20    | Сайя Таркки          | защитник   | левый  | 172      | 60      | 29.12.1982    | Кярпят                   | 6 | 0 | 1 | 1 | 2   | —    | —     |
| 21    | Мишель Карвинен      | нападающий | левый  | 166      | 69      | 27.03.1990    | Норт Дакота Файтинг Хокс | 6 | 5 | 2 | 7 | 4   | —    | —     |
| 23    | Нина Тиккинен        | нападающий | левый  | 170      | 66      | 06.02.1987    | Кярпят                   | 6 | 0 | 0 | 0 | 2   | —    | —     |
| 29    | Каролийна Рантамяки  | нападающий | левый  | 164      | 65      | 23.02.1978    | СКИФ                     | 6 | 0 | 2 | 2 | 0   | —    | —     |
| 41    | Ноора Рятю           | вратарь    | левый  | 165      | 70      | 29.05.1989    | Ильвес                   | 6 | 0 | 0 | 0 | 0   | 2,17 | 92,90 |
| 77    | Сусанна Тапани       | нападающий | левый  | 177      | 64      | 02.03.1993    | Норт Дакота Файтинг Хокс | 6 | 1 | 4 | 5 | 2   | —    | —     |
| 80    | Теа Виллила          | защитник   | левый  | 168      | 63      | 16.04.1991    | Миннесота-Дулут Булдогз  | 6 | 0 | 0 | 0 | 4   | —    | —     |
| 96    | Эмма Нуутинен        | нападающий | левый  | 177      | 73      | 07.12.1996    | Эспоо Блюз               | 6 | 1 | 0 | 1 | 4   | —    | —     |

Состав: IIHF.com и Eurohockey.com, статистика игроков: IIHF.com
Предварительный раунд
|  | Команды, выходящие в полуфинал     |
|  | Команды, выходящие в четвертьфинал |

Группа A
| М | Сборная   | И | В | ВО | ПО | П | ШЗ | ШП | РШ  | О |
| - | --------- | - | - | -- | -- | - | -- | -- | --- | - |
| 1 | Канада    | 3 | 3 | 0  | 0  | 0 | 11 | 2  | +9  | 9 |
| 2 | США       | 3 | 2 | 0  | 0  | 1 | 14 | 4  | +10 | 6 |
| 3 | Финляндия | 3 | 0 | 1  | 0  | 2 | 5  | 9  | −4  | 2 |
| 4 | Швейцария | 3 | 0 | 0  | 1  | 2 | 3  | 18 | −15 | 1 |

Время местное (UTC+4).
| 2014-02-8 12:00 | США | 3 : 1 (1:0, 2:0, 0:1) | Финляндия | Ледовая арена «Шайба», Сочи Зрителей: 4135 |

| Отчёт                                                                                                 | Отчёт                       | Отчёт                                       | Отчёт                    | Отчёт                 |
| --- | --------------------------- | ------------------------------------------- | ------------------------ | --------------------- |
| |                             |                                             |                          |                       |
| | Джесси Веттер — 00:00-60:00 | Вратари                                     | 00:00-59:08 — Ноора Рятю | Судья: Николь Хертрич |
| | Голы:                       |                                             |                          | Судья: Николь Хертрич |
| Хилари Найт — 00:53 Келли Стэк — 27:42 (Х. Найт, М. Бозек) Алекс Карпентер (бол.) — 41:25 (Э. Шлепер) | 1:0 2:0 3:0 3:1             | 55:22 — Сусанна Тапани (бол.) (М. Карвинен) |                          | Судья: Николь Хертрич |
| |                             |                                             |                          | Судья: Николь Хертрич |
| |                             |                                             |                          | Судья: Николь Хертрич |
| |                             |                                             |                          | Судья: Николь Хертрич |
| 4 мин                                                                                                 | Штраф                       | 8 мин                                       |                          | Судья: Николь Хертрич |
| |                             |                                             |                          |                       |
| | 43                          | Броски                                      | 15                       |                       |

| 2014-02-10 19:00 | Финляндия | 0 : 3 (0:0, 0:0, 0:3) | Канада | Ледовая арена «Шайба», Сочи Зрителей: 4837 |

| Отчёт  | Отчёт                                | Отчёт                                                                                                  | Отчёт                        | Отчёт               |
| ------ | ------------------------------------ | --- | ---------------------------- | ------------------- |
|        |                                      | |                              |                     |
|        | Ноора Рятю — 00:00-58:19 59:17-59:22 | Вратари                                                                                                | 00:00-60:00 — Шэннон Сабадош | Судья: Джой Тоттмэн |
|        | Голы:                                | |                              | Судья: Джой Тоттмэн |
|        | 0:1 0:2 0:3                          | 49:27 — Меган Агоста (бол.) 52:24 — Джейна Хеффорд 56:63 — Ребекка Джонстон (Дж. Хеффорд, М.-Ф. Пулен) |                              | Судья: Джой Тоттмэн |
|        |                                      | |                              | Судья: Джой Тоттмэн |
|        |                                      | |                              | Судья: Джой Тоттмэн |
|        |                                      | |                              | Судья: Джой Тоттмэн |
| 10 мин | Штраф                                | 12 мин                                                                                                 |                              | Судья: Джой Тоттмэн |
|        |                                      | |                              |                     |
|        | 14                                   | Броски                                                                                                 | 42                           |                     |

| 2014-02-12 12:00 | Швейцария | 3 : 4 (OT) (0:2, 2:1, 1:0, 0:1) | Финляндия | Ледовая арена «Шайба», Сочи Зрителей: 4211 |

| Отчёт | Отчёт                         | Отчёт | Отчёт                    | Отчёт             |
| --- | ----------------------------- | --- | ------------------------ | ----------------- |
| |                               | |                          |                   |
| | Флоренс Шеллинг — 00:00-62:38 | Вратари | 00:00-62:38 — Ноора Рятю | Судья: Эрин Блэйр |
| | Голы:                         | |                          | Судья: Эрин Блэйр |
| Роми Эггиман — 23:28 (Н. Булло) Фёбе Стенц (бол.) — 28:00 (Дж. Луц) Стефани Марти (бол.) — 35:31 (Н. Булло) | 0:1 0:2 1:2 2:2 2:3 :3 3:4    | 07:56 — Енни Хийрикоски (М. Ялосуо, М. Карвинен) 09:55 — Мишель Карвинен (мен.) (С. Таркки, А. Кильпонен) 35:31 — Мишель Карвинен (бол.) (С. Таркки, Е. Хийрикоски) 62:38 — Енни Хийрикоски (Л. Валимяки, А. Кильпонен) |                          | Судья: Эрин Блэйр |
| |                               | |                          | Судья: Эрин Блэйр |
| |                               | |                          | Судья: Эрин Блэйр |
| |                               | |                          | Судья: Эрин Блэйр |
| 31 мин | Штраф                         | 12 мин |                          | Судья: Эрин Блэйр |
| |                               | |                          |                   |
| | 27                            | Броски | 34                       |                   |

Четвертьфинал
Время местное (UTC+4).
| 2014-02-15 12:00 | Финляндия | 2 : 4 (0:0, 1:0, 1:4) | Швеция | Ледовая арена «Шайба», Сочи Зрителей: 2917 |

| Отчёт                                                                               | Отчёт                                | Отчёт | Отчёт                            | Отчёт                 |
| ----------------------------------------------------------------------------------- | ------------------------------------ | --- | -------------------------------- | --------------------- |
|                                                                                     |                                      | |                                  |                       |
|                                                                                     | Ноора Рятю — 00:00-58:44 59:57-60:00 | Вратари | 00:00-60:00 — Валентина Валльнер | Судья: Николь Хертрич |
|                                                                                     | Голы:                                | |                                  | Судья: Николь Хертрич |
| Венла Хови — 33:16 (Л. Валимяки) Эмма Нуутинен — 45:21 (К. Рантамяки, Р. Линдстедт) | 1:0 1:1 1:2 :2 2:3 2:4               | 40:48 — Анна Боргквист (бол.) (Э. Нордин, П. Винберг) 45:09 — Лина Вестер (Й. Ассерхольт, П. Винберг) 56:45 — Эмма Элиассон (бол.) (М. Лёвенхильм, Э. Грам) 59:19 — Эмма Нордин (п.в.) (П. Винберг, Э. Андерссон) |                                  | Судья: Николь Хертрич |
|                                                                                     |                                      | |                                  | Судья: Николь Хертрич |
|                                                                                     |                                      | |                                  | Судья: Николь Хертрич |
|                                                                                     |                                      | |                                  | Судья: Николь Хертрич |
| 12 мин                                                                              | Штраф                                | 10 мин |                                  | Судья: Николь Хертрич |
|                                                                                     |                                      | |                                  |                       |
|                                                                                     | 31                                   | Броски | 32                               |                       |

Матч за 5-8 места
Время местное (UTC+4).
| 2014-02-16 12:00 | Финляндия | 2 : 1 (2:0, 0:1, 0:0) | Германия | Ледовая арена «Шайба», Сочи Зрителей: 2009 |

| Отчёт                                                                                     | Отчёт                    | Отчёт                                 | Отчёт                         | Отчёт            |
| ----------------------------------------------------------------------------------------- | ------------------------ | ------------------------------------- | ----------------------------- | ---------------- |
|                                                                                           |                          |                                       |                               |                  |
|                                                                                           | Ноора Рятю — 00:00-60:00 | Вратари                               | 00:00-58:55 — Дженнифер Харсс | Судья: Айна Хове |
|                                                                                           | Голы:                    |                                       |                               | Судья: Айна Хове |
| Енни Хийрикоски (бол.) — 01:15 (Р. Вялиля) Мишель Карвинен — 08:32 (Р. Вялиля, С. Тапани) | 1:0 2:0 2:1              | 28:59 — Беттина Эверс (бол.) (С. Гёц) |                               | Судья: Айна Хове |
|                                                                                           |                          |                                       |                               | Судья: Айна Хове |
|                                                                                           |                          |                                       |                               | Судья: Айна Хове |
|                                                                                           |                          |                                       |                               | Судья: Айна Хове |
| 8 мин                                                                                     | Штраф                    | 8 мин                                 |                               | Судья: Айна Хове |
|                                                                                           |                          |                                       |                               |                  |
|                                                                                           | 27                       | Броски                                | 21                            |                  |

Матч за 5-е место
Время местное (UTC+4).
| 2014-02-18 16:30 | Финляндия | 4 : 0 (2:0, 0:0, 2:0) | Россия | Ледовая арена «Шайба», Сочи Зрителей: 4112 |

| Отчёт | Отчёт                    | Отчёт   | Отчёт                      | Отчёт             |
| --- | ------------------------ | ------- | -------------------------- | ----------------- |
| |                          |         |                            |                   |
| | Ноора Рятю — 00:00-60:00 | Вратари | 00:00-60:00 — Анна Пругова | Судья: Эрин Блэйр |
| | Голы:                    |         |                            | Судья: Эрин Блэйр |
| Линда Валимяки — 16:37 (К. Рантамяки, В. Хови) Рийка Вялиля — 17:28 (С. Тапани, Е. Хийрикоски) Мишель Карвинен — 42:30 (Р. Вялиля, С. Таркки) Мишель Карвинен (бол.) — 25:41 (Р. Вялиля, М. Туоминен) | 1:0 2:0 3:0 4:0          |         |                            | Судья: Эрин Блэйр |
| |                          |         |                            | Судья: Эрин Блэйр |
| |                          |         |                            | Судья: Эрин Блэйр |
| |                          |         |                            | Судья: Эрин Блэйр |
| 14 мин | Штраф                    | 12 мин  |                            | Судья: Эрин Блэйр |
| |                          |         |                            |                   |
| | 29                       | Броски  | 19                         |                   |